# ABN AMRO World Tennis Tournament 2017
ABN AMRO World Tennis Tournament 2017 — тенісний турнір, що проходив на кортах з твердим покриттям у місті Роттердам, Нідерланди з 13 лютого. Належав до категорії ATP World Tour 500, був турніром серії Rotterdam Open 2017 року.

## Фінальна частина

### Одиночний розряд
Жо-Вілфрід Тсонга —  Давід Ґоффен 4–6, 6–4, 6–1

### Парний розряд
Іван Додіг /  Марсель Гранольєрс —  Веслі Колгоф /  Матве Мідделкоп 7–6(7–5), 6–3